# بيبون نيوتو
بيبون نيوتو (بالإسبانية: Pepón Nieto)‏ هو ممثل إسباني، ولد في 20 فبراير 1967 في إسبانيا.

## ترشيحات
- Goya Award for Best New Actor [الإنجليزية]‏ (1995)

## وصلات خارجية
- بيبون نيوتو على موقع IMDb (الإنجليزية)
- بيبون نيوتو على موقع ألو سيني (الفرنسية)
- بيبون نيوتو على موقع أول موفي (الإنجليزية)
- بيبون نيوتو على موقع قاعدة بيانات الفيلم (الإنجليزية)
- بيبون نيوتو على موقع كينوبويسك (الروسية)